# Hieronymus Hartwig Moller (Richter)
Hieronymus Hartwig Moller (* 23. November 1711 in Hamburg; † 22. April 1780 ebenda) war ein deutscher Jurist und Richter.

## Herkunft
Moller stammte aus dem Hamburger Hanseatengeschlecht Moller vom Baum. Zur Unterscheidung von anderen gleichnamigen Familien nannte diese Familie sich nach ihrem Wappen vom Baum. Mollers Eltern waren der Hamburger Oberaltensekretär und Senator Hartwig Johann Moller (1677–1732) und Lucia Catharina Lemm, Tochter von Paul Lemm. Der Hamburger Bürgermeister Hieronymus Hartwig Moller (1641–1702) war sein Großvater.

## Leben
Nach seiner Schulbildung an der Gelehrtenschule des Johanneums und dem Akademischen Gymnasium in Hamburg studierte Moller ab 1732 Jurisprudenz an der Universität Halle, ab 1735 an der Universität Rostock und schloss sein Studium bei Matthias Benoni Hering als Doktor der Rechte am 6. Mai 1738 in Rostock ab. Zurückgekehrt nach Hamburg, wurde er im Jahr 1740 Richter am Hamburger Niedergericht und im selben Jahr auch Präses des Niedergerichts. Am 23. September 1771 wurde er Decanus Calendarum am Hamburger Dom. Er starb 1780 unverheiratet.

## Werke (Auswahl)
- Hieronymus Hartwig Moller, Leopold Gottlieb Seitz: Ad benevole auscultandas orationes binas valedictorias, quas juvenes duo eguegii atque nobilissimi Hieron. Hartwig Moller, Hamburgensis, & Leopoldus Gottlieb Seitz, Megapolitanus, e memoria, solenniter. Ea qua par est observantia invitat Joh. Albertus Fabricius. Hrsg.: Johann Albert Fabricius. Conrad König, Hamburg 1734 (Digitalisat auf den Seiten der Bayerisch Staatsbibliothek).
- Hieronymus Hartwig Moeller: Dissertation inaugural de munere tutelari haud gratuito, ex jure Statutario Hamburgensi P. III. Tit. VI. Art. XX. quam annuente divina gratia, auctoritate et consensu incluti juris consultorum ordinis in celeberrim a Rostochiensi Academia, sub praesidio Matth. Benoni Hering. Johann Jacob Adler, Rostock 1738 (Digitalisat auf den Seiten der Bayerischen Staatsbibliothek).